# Llista d'asteroides/146101-146200
| Nom      | Designació provisional | Data de descobriment   | Lloc de descobriment | Descobridor/s  |
| -------- | ---------------------- | ---------------------- | -------------------- | -------------- |
| 146101 - | 2000 QR5               | 24 d'agost de 2000     | Socorro              | LINEAR         |
| 146102 - | 2000 QB9               | 25 d'agost de 2000     | Črni Vrh             | Črni Vrh       |
| 146103 - | 2000 QK28              | 24 d'agost de 2000     | Socorro              | LINEAR         |
| 146104 - | 2000 QP44              | 24 d'agost de 2000     | Socorro              | LINEAR         |
| 146105 - | 2000 QW72              | 24 d'agost de 2000     | Socorro              | LINEAR         |
| 146106 - | 2000 QP81              | 24 d'agost de 2000     | Socorro              | LINEAR         |
| 146107 - | 2000 QL88              | 25 d'agost de 2000     | Socorro              | LINEAR         |
| 146108 - | 2000 QK105             | 28 d'agost de 2000     | Socorro              | LINEAR         |
| 146109 - | 2000 QH108             | 29 d'agost de 2000     | Socorro              | LINEAR         |
| 146110 - | 2000 QH152             | 28 d'agost de 2000     | Socorro              | LINEAR         |
| 146111 - | 2000 QV160             | 31 d'agost de 2000     | Socorro              | LINEAR         |
| 146112 - | 2000 QW176             | 31 d'agost de 2000     | Socorro              | LINEAR         |
| 146113 - | 2000 QQ179             | 31 d'agost de 2000     | Socorro              | LINEAR         |
| 146114 - | 2000 QU208             | 31 d'agost de 2000     | Socorro              | LINEAR         |
| 146115 - | 2000 QC215             | 31 d'agost de 2000     | Socorro              | LINEAR         |
| 146116 - | 2000 QY228             | 31 d'agost de 2000     | Socorro              | LINEAR         |
| 146117 - | 2000 QB251             | 21 d'agost de 2000     | Anderson Mesa        | LONEOS         |
| 146118 - | 2000 RZ2               | 1 de setembre de 2000  | Socorro              | LINEAR         |
| 146119 - | 2000 RC15              | 1 de setembre de 2000  | Socorro              | LINEAR         |
| 146120 - | 2000 RM18              | 1 de setembre de 2000  | Socorro              | LINEAR         |
| 146121 - | 2000 RR18              | 1 de setembre de 2000  | Socorro              | LINEAR         |
| 146122 - | 2000 RA23              | 1 de setembre de 2000  | Socorro              | LINEAR         |
| 146123 - | 2000 RZ28              | 1 de setembre de 2000  | Socorro              | LINEAR         |
| 146124 - | 2000 RN29              | 1 de setembre de 2000  | Socorro              | LINEAR         |
| 146125 - | 2000 RM39              | 1 de setembre de 2000  | Socorro              | LINEAR         |
| 146126 - | 2000 RL80              | 1 de setembre de 2000  | Socorro              | LINEAR         |
| 146127 - | 2000 RD82              | 1 de setembre de 2000  | Socorro              | LINEAR         |
| 146128 - | 2000 RQ82              | 1 de setembre de 2000  | Socorro              | LINEAR         |
| 146129 - | 2000 RO92              | 3 de setembre de 2000  | Socorro              | LINEAR         |
| 146130 - | 2000 RG93              | 4 de setembre de 2000  | Socorro              | LINEAR         |
| 146131 - | 2000 RK97              | 5 de setembre de 2000  | Anderson Mesa        | LONEOS         |
| 146132 - | 2000 RP101             | 5 de setembre de 2000  | Anderson Mesa        | LONEOS         |
| 146133 - | 2000 RD105             | 7 de setembre de 2000  | Socorro              | LINEAR         |
| 146134 - | 2000 SE1               | 18 de setembre de 2000 | Socorro              | LINEAR         |
| 146135 - | 2000 SM1               | 18 de setembre de 2000 | Socorro              | LINEAR         |
| 146136 - | 2000 SS27              | 23 de setembre de 2000 | Socorro              | LINEAR         |
| 146137 - | 2000 SG28              | 23 de setembre de 2000 | Socorro              | LINEAR         |
| 146138 - | 2000 SL30              | 24 de setembre de 2000 | Socorro              | LINEAR         |
| 146139 - | 2000 SL33              | 24 de setembre de 2000 | Socorro              | LINEAR         |
| 146140 - | 2000 SE48              | 23 de setembre de 2000 | Socorro              | LINEAR         |
| 146141 - | 2000 SC52              | 23 de setembre de 2000 | Socorro              | LINEAR         |
| 146142 - | 2000 SJ52              | 23 de setembre de 2000 | Socorro              | LINEAR         |
| 146143 - | 2000 SF58              | 24 de setembre de 2000 | Socorro              | LINEAR         |
| 146144 - | 2000 SY60              | 24 de setembre de 2000 | Socorro              | LINEAR         |
| 146145 - | 2000 SQ63              | 24 de setembre de 2000 | Socorro              | LINEAR         |
| 146146 - | 2000 SU91              | 23 de setembre de 2000 | Socorro              | LINEAR         |
| 146147 - | 2000 SD93              | 23 de setembre de 2000 | Socorro              | LINEAR         |
| 146148 - | 2000 SN132             | 22 de setembre de 2000 | Socorro              | LINEAR         |
| 146149 - | 2000 SG134             | 23 de setembre de 2000 | Socorro              | LINEAR         |
| 146150 - | 2000 SS138             | 23 de setembre de 2000 | Socorro              | LINEAR         |
| 146151 - | 2000 SD142             | 23 de setembre de 2000 | Socorro              | LINEAR         |
| 146152 - | 2000 SU147             | 24 de setembre de 2000 | Socorro              | LINEAR         |
| 146153 - | 2000 SZ147             | 24 de setembre de 2000 | Socorro              | LINEAR         |
| 146154 - | 2000 SQ150             | 24 de setembre de 2000 | Socorro              | LINEAR         |
| 146155 - | 2000 SH151             | 24 de setembre de 2000 | Socorro              | LINEAR         |
| 146156 - | 2000 SG158             | 27 de setembre de 2000 | Socorro              | LINEAR         |
| 146157 - | 2000 SE168             | 23 de setembre de 2000 | Socorro              | LINEAR         |
| 146158 - | 2000 SF169             | 23 de setembre de 2000 | Socorro              | LINEAR         |
| 146159 - | 2000 SC177             | 28 de setembre de 2000 | Socorro              | LINEAR         |
| 146160 - | 2000 SA183             | 20 de setembre de 2000 | Kitt Peak            | Spacewatch     |
| 146161 - | 2000 SS186             | 21 de setembre de 2000 | Haleakala            | NEAT           |
| 146162 - | 2000 SS188             | 21 de setembre de 2000 | Haleakala            | NEAT           |
| 146163 - | 2000 ST204             | 24 de setembre de 2000 | Socorro              | LINEAR         |
| 146164 - | 2000 SK224             | 27 de setembre de 2000 | Socorro              | LINEAR         |
| 146165 - | 2000 SM227             | 27 de setembre de 2000 | Socorro              | LINEAR         |
| 146166 - | 2000 SG266             | 26 de setembre de 2000 | Socorro              | LINEAR         |
| 146167 - | 2000 SY266             | 27 de setembre de 2000 | Socorro              | LINEAR         |
| 146168 - | 2000 SM267             | 27 de setembre de 2000 | Socorro              | LINEAR         |
| 146169 - | 2000 SW274             | 28 de setembre de 2000 | Socorro              | LINEAR         |
| 146170 - | 2000 SK275             | 28 de setembre de 2000 | Socorro              | LINEAR         |
| 146171 - | 2000 SS282             | 23 de setembre de 2000 | Socorro              | LINEAR         |
| 146172 - | 2000 SB283             | 23 de setembre de 2000 | Socorro              | LINEAR         |
| 146173 - | 2000 SP284             | 23 de setembre de 2000 | Socorro              | LINEAR         |
| 146174 - | 2000 SW295             | 27 de setembre de 2000 | Socorro              | LINEAR         |
| 146175 - | 2000 SJ300             | 28 de setembre de 2000 | Socorro              | LINEAR         |
| 146176 - | 2000 SM302             | 28 de setembre de 2000 | Socorro              | LINEAR         |
| 146177 - | 2000 SN305             | 30 de setembre de 2000 | Socorro              | LINEAR         |
| 146178 - | 2000 SZ305             | 30 de setembre de 2000 | Socorro              | LINEAR         |
| 146179 - | 2000 SY309             | 25 de setembre de 2000 | Socorro              | LINEAR         |
| 146180 - | 2000 SY312             | 27 de setembre de 2000 | Socorro              | LINEAR         |
| 146181 - | 2000 SX316             | 30 de setembre de 2000 | Socorro              | LINEAR         |
| 146182 - | 2000 SC325             | 28 de setembre de 2000 | Kitt Peak            | Spacewatch     |
| 146183 - | 2000 SK327             | 29 de setembre de 2000 | Haleakala            | NEAT           |
| 146184 - | 2000 SX333             | 26 de setembre de 2000 | Haleakala            | NEAT           |
| 146185 - | 2000 SD338             | 25 de setembre de 2000 | Haleakala            | NEAT           |
| 146186 - | 2000 SC347             | 25 de setembre de 2000 | Socorro              | LINEAR         |
| 146187 - | 2000 SE365             | 21 de setembre de 2000 | Anderson Mesa        | LONEOS         |
| 146188 - | 2000 TD1               | 1 d'octubre de 2000    | Socorro              | LINEAR         |
| 146189 - | 2000 TN6               | 1 d'octubre de 2000    | Socorro              | LINEAR         |
| 146190 - | 2000 TC25              | 2 d'octubre de 2000    | Socorro              | LINEAR         |
| 146191 - | 2000 TE33              | 4 d'octubre de 2000    | Socorro              | LINEAR         |
| 146192 - | 2000 TK43              | 1 d'octubre de 2000    | Socorro              | LINEAR         |
| 146193 - | 2000 TO45              | 1 d'octubre de 2000    | Socorro              | LINEAR         |
| 146194 - | 2000 TO51              | 1 d'octubre de 2000    | Socorro              | LINEAR         |
| 146195 - | 2000 TY52              | 1 d'octubre de 2000    | Socorro              | LINEAR         |
| 146196 - | 2000 TJ55              | 1 d'octubre de 2000    | Socorro              | LINEAR         |
| 146197 - | 2000 TT61              | 2 d'octubre de 2000    | Anderson Mesa        | LONEOS         |
| 146198 - | 2000 TT68              | 3 d'octubre de 2000    | McGraw-Hill          | B. C. Chaboyer |
| 146199 - | 2000 UZ9               | 24 d'octubre de 2000   | Socorro              | LINEAR         |
| 146200 - | 2000 UY12              | 25 d'octubre de 2000   | Socorro              | LINEAR         |